# تاب آمیزش جنسی

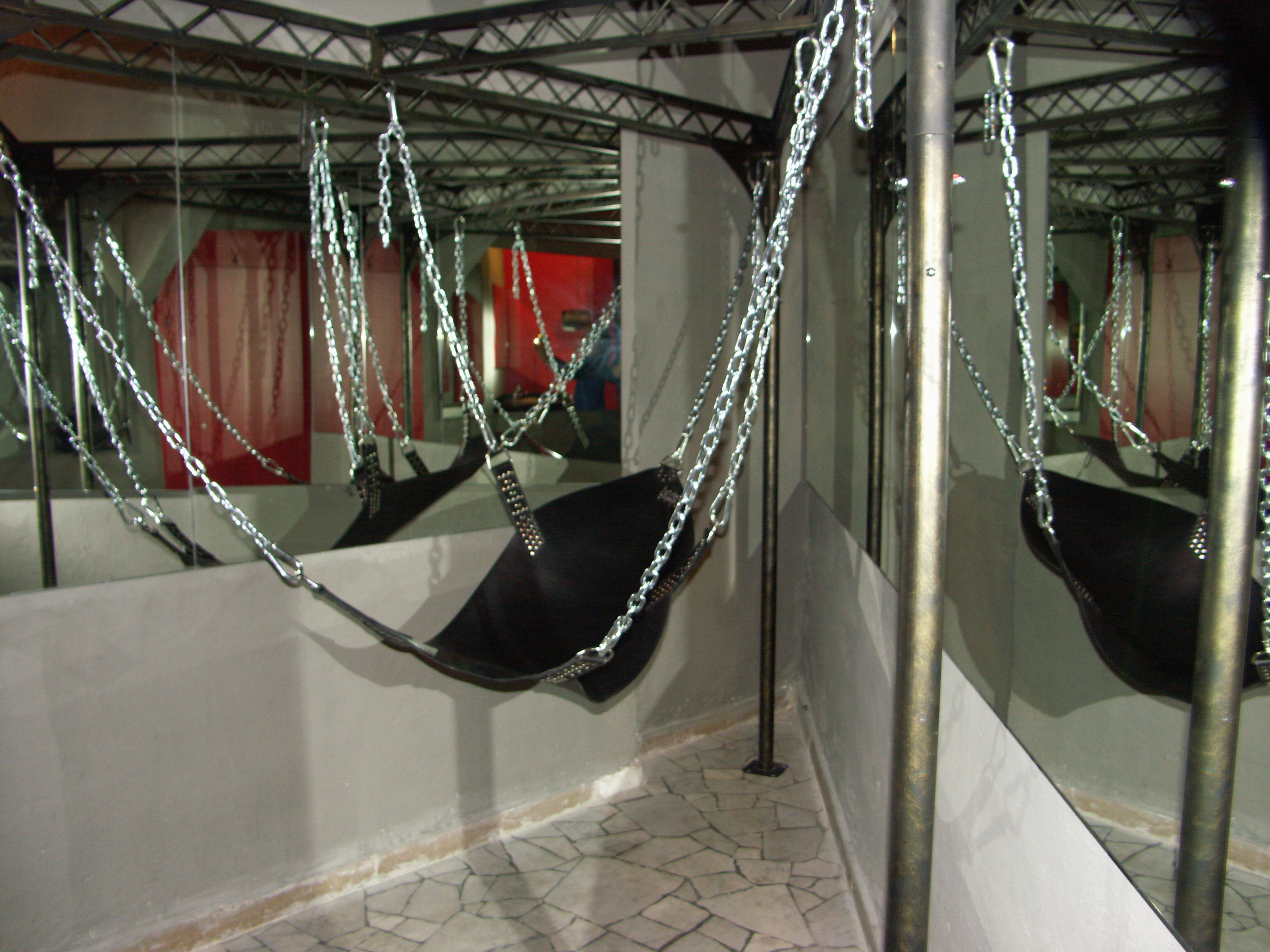
تاب آمیزش جنسی

تاب آمیزش جنسی (که با نام تسمهٔ آمیزش جنسی هم شناخته می‌شود) نوعی یراق و زین جنسی است. در هنگام استفاده از این وسیله، هنگامی که دو نفر در حال آمیزش جنسی هستند، یکی از این تاب آویزان است و دیگری می‌تواند آزادانه حرکت کند.